# Ratzwiller
Ratzwiller je občina v departmaju Bas-Rhin francoske regije Grand Est.
Leta 2015 je v občini živelo 254 oseb oz. 29 oseb/km².